# Ordine al Merito dei Combattenti
L'Ordine al Merito dei Combattenti (in francese: Ordre du Mérite combattant ) è stato un ordine cavalleresco ministeriale francese creato nel 1953 che aveva lo scopo di premiare le persone che si erano distinte per la loro abilità e la loro dedizione nella gestione degli interessi morali e materiali dei veterani e delle vittime della guerra.
L'Ordine è stato deprecato con decreto il 3 dicembre 1963 e sostituito dall'Ordre national du Mérite. I membri esistenti possono continuare a mostrare e indossare le loro decorazioni.

## Classi
L'Ordine disponeva delle seguenti classi di benemerenza:
- Cavaliere: fino a 150 assegnati ogni anno. I destinatari dovevano avere almeno 40 anni e aver completato 15 anni di servizio qualificato.
- Ufficiale: fino a 100 assegnati ogni anno. Per essere idonei alla promozione a ufficiale, gli individui dovevano essere già Cavalieri dell'ordine da almeno sei anni.
- Commendatore: fino a 10 assegnati ogni anno. Per essere ammessi alla promozione a commendatore, i destinatari devono essere stati Ufficiali dell'ordine da almeno quattro anni.

| Nastri    |           |              |
| Cavaliere | Ufficiale | Commendatore |

## Descrizione

### Medaglia
La croce per i cavalieri è d'argento e di 40 mm di diametro e indossata sospesa al petto. Per gli ufficiali, la croce ha le stesse dimensioni ma è argentata e il nastro di sospensione porta una coccarda. Per i comandanti anche la stella è dorata ma di 56 mm di diametro e indossata appesa al collo.

### Nastro
Il nastro dell'ordine è largo 37 mm in verde con raggi gialli diagonali larghi 2 mm distanziati di 11 mm.